# (83) Beatriz
(83) Beatriz es un asteroide perteneciente al cinturón de asteroides descubierto por Annibale de Gasparis desde el observatorio de Capodimonte en Nápoles, Italia, el 26 de abril de 1865. Está nombrado por Beatriz, un personaje de la Divina comedia del escritor italiano Dante Alighieri (1265-1321).

## Características orbitales
Beatriz está situado a una distancia media de 2,432 ua del Sol, pudiendo alejarse hasta 2,631 ua y acercarse hasta 2,233 ua. Tiene una inclinación orbital de 4,964° y una excentricidad de 0,0818. Emplea en completar una órbita alrededor del Sol 1385 días.